# Endurance (Schiff, 1991)
Die HMS Endurance (Schiffskennung: A 171) war das Antarktispatrouillenschiff der Royal Navy. Ihre Aufgabe war die Überwachung des Britischen Antarktis-Territoriums und die Versorgung der dortigen Forschungsstationen. Ferner operierte sie als Forschungsschiff im Südatlantik.

## Geschichte
Das Schiff wurde 1990 in Norwegen als Eisbrecher Polar Circle gebaut. Nachdem das alte Antarktispatrouillenschiff der Royal Navy, das ebenfalls den Namen Endurance trug, 1989 einen Eisberg gerammt hatte und der Schaden als irreparabel eingestuft wurde, wurde die Polar Circle 1991 von der Marine als Übergangslösung gechartert. Nach Ablauf des achtmonatigen Mietvertrages wurde sie im Juli 1992 von der Royal Navy gekauft. Am 9. Oktober desselben Jahres wurde sie auf den Namen ihrer Vorgängerin Endurance getauft.
Die Einsätze der Endurance in der Antarktis dauerten generell neun Monate, von September bis Juni. In der Zeit dazwischen fanden notwendige Wartungs-, Reparatur- und Modernisierungsarbeiten in Portsmouth statt.
Am 28. Juni 2005 stand die Endurance im Mittelpunkt der internationalen Flottenparade im Solent. Aufgrund ihrer auffälligen Erscheinung mit rotem Rumpf und der hohen Brücke war entschieden worden, dass Königin Elisabeth II. von ihr aus die Flotte inspizieren sollte. Diese Aufgabe war bei vorherigen Flottenparaden von der königlichen Yacht Britannia absolviert worden, die jedoch 1997 außer Dienst gestellt wurde.
Während einer Forschungsfahrt in der Antarktis wurde im Januar 2006 das Ruder der Endurance beschädigt. Sie lief daraufhin den argentinischen Hafen Ushuaia an und wurde im März  auf dem Marinestützpunkt Puerto Belgrano repariert. Es war der erste Besuch eines britischen Kriegsschiffes in Argentinien seit dem Falklandkrieg 1982.
Am 16. Dezember 2008 kam es an Bord der Endurance zu einem Wassereinbruch, der das Schiff beinahe zum Kentern brachte und nach ersten Einschätzungen auf ein defektes Ventil zurückzuführen ist. Bei dem Unfall wurden die Antriebsanlage, der Maschinenraum und Teile der Mannschaftsunterkünfte schwer beschädigt, so dass das Schiff ins chilenische Punta Arenas geschleppt werden musste. Nachdem die Sicherheit des Schiffes gewährleistet war, wurde es anschließend in den britischen Marinestützpunkt Mare Harbour auf den Falklandinseln geschleppt, wo der Schaden genauer untersucht wurde. Die Endurance wurde anschließend an Bord eines Halbtaucherschiffes zurück nach England gebracht. Die Kosten für die Reparatur, bei der die gesamte Antriebsanlage hätte ausgetauscht werden müssen, sollten sich laut News of the World auf bis zu 150 Mio. £ belaufen. Aufgrund dieser hohen Kosten erwog das Verteidigungsministerium laut Medienberichten, die Endurance nicht wieder instand zu setzen, sondern sie vorzeitig auszumustern und durch einen Neubau zu ersetzen. Die Royal Navy widersprach diesen Spekulationen jedoch mehrfach und erklärte, das Schiff werde in Portsmouth repariert und anschließend wieder in den aktiven Dienst zurückkehren.
Im März 2011 teilte das Verteidigungsministerium mit, dass die norwegische Polarbjørn als Ersatz für die Endurance geleast und als Protector in Dienst gestellt wird. Der im Mai beginnende Leasingvertrag sollte vorerst über drei Jahre laufen. In dieser Zeit sollte über die Zukunft der Endurance entschieden werden.
Am 7. Oktober 2013 wurde gemeldet, dass die Endurance 2015 außer Dienst gestellt und zur Verschrottung verkauft wird.

## Konstruktion
Die Endurance wird von zwei Dieselmotoren mit insgesamt 8.160 PS über einen Verstellpropeller angetrieben. Sie verfügt zudem über jeweils ein Bug- und Heckstrahlruder zum besseren Manövrieren. Bei einer Geschwindigkeit von 3 Knoten kann sie Eis mit einer Dicke von bis zu einem Meter durchbrechen.